# ゲーム研究
ゲーム研究（ゲームけんきゅう、英: game studies, ludology、ルドロジーの記事も参照）は、主としてコンピュータゲームなどのゲームを対象に、さまざまな学術的方法を用いて研究する研究領域である。従来、情報学ないしコンピュータ科学において、対象がコンピュータ将棋など二人零和有限確定完全情報ゲームに限られる傾向が極めて強かったのに対し（それらは現在、「ゲーム情報学」と呼ばれる傾向にある）、より広く、またコンピュータゲームなどは産業としても大きな存在であるわけであるから、そういった社会的な面についても対象とする。

## 例
この分野の切り口の、いくつかの例を示す。
- 社会科学的アプローチ - 人に対するゲームの影響の研究
  - ゲームは人にどういった影響を及ぼすのか?
    - 例: ゲームの学習効果, ゲームの暴力的効果

  - ゲームを通じて人はどのように交渉や、創作を行うのか？
- 人文科学的アプローチ
  - ゲームのコンテクストや意味論的研究
    - 例: メディアのアフォーダンス、批評的分析、レトリック分析、芸術としてのゲーム、ルドロジーなど
- 産業論的アプローチ
  - 技術イノベーションの牽引役としてのゲーム
    - 例: よりよいゲーム開発マネジメントの手法についての研究
- ルドロジー
- コンピュータ科学や情報学の観点から
  - たとえば、一般的なコンピュータプログラムのプログラミングとゲームのそれとの共通点と非共通点

## 著名な研究者及び関連分野の主要研究者

### 日本
稲見昌彦 - 井上明人 - 河合隆史 - 坂元章 - 渋谷明子 - 七邊信重 - 桝山寛 - 松井広志 - 松永伸司 - 山本貴光 - 吉田寛 - マーティン・ロート（五十音順）

### 日本以外
エスペン・オーセト (Espen Aarseth)  - イェスパー・ユール (Jesper Juul)  - ベルナール・ペロン - エリック・ジマーマン (Eric Zimmerman) 

## 注
1. ↑  「ゲーム情報学」という名称は、2012年に松原仁が情報処理学会の学会誌『情報処理』の記事に書いた解説（ https://ipsj.ixsq.nii.ac.jp/records/79921 ）によれば、1999年度から発足した同学会の研究会の名称としてその前年に提案されたものであり、英称 Game Informatics は、それを元に英訳されたものである（同分野の研究そのものは、海外でのコンピュータチェス研究など、もっと以前からある）。